# シエラレオネ特別法廷
シエラレオネ特別法廷（シエラレオネとくべつほうてい、英語: Special Court for Sierra Leone）は、1996年11月30日以降のシエラレオネ内戦で行われた戦争犯罪及び人道に対する罪について「最も責任を有する者」を裁くために設けられた法廷である。シエラレオネの首都フリータウンに置かれているが、チャールズ・テーラーの法廷のみオランダのハーグで開催された。

## 沿革
2000年6月12日、シエラレオネ大統領のアフマド・テジャン・カバーが、国際連合事務総長コフィー・アナンに対し、シエラレオネ内戦中に行われた犯罪について責任を有するものを裁くため、国際社会の助力を求める書簡を送った。同年8月10日、国連安全保障理事会は、事務総長に対し特別法廷の設置に向けシエラレオネ政府との交渉を始めるよう要請する決議を採択した。
2002年1月16日、国連とシエラレオネ政府は特別法廷設置に関する合意に署名した。

## 組織
シエラレオネ特別法廷は、裁判部（控訴審、第一審第1部、第一審第2部）、検察局、事務局（弁護局を含む）から構成されている。

### 裁判部
シエラレオネ特別法廷には、控訴審裁判部と、二つの第一審裁判部が置かれている。第一審裁判部はそれぞれ3人の裁判官（1人はシエラレオネ政府が、2人は国連事務総長が任命）から成るほか、第2部にはチャールズ・テーラー事件を担当する代理裁判官1名（事務総長が任命）が置かれている。控訴審裁判部は5人の裁判官（2人はシエラレオネ政府が、3人は事務総長が任命）から成る。控訴審裁判部の裁判長は特別法廷の裁判所長を兼ねており、控訴審裁判部裁判官による選挙で1年の任期（更新可能）で選ばれる。裁判官の任期は3年で、再任可能である。
控訴審裁判部
| 氏名                                 | 国             | 肩書     | 任命年 | 任期満了年 |
| ------------------------------------ | -------------- | -------- | ------ | ---------- |
| ジョン・カマンダ                     | シエラレオネ   | 所長     | 2007   | 2010       |
| エマニュエル・アヨーラ               | ナイジェリア   | 副所長   | 2002   | 2011       |
| ジョージ・ジェラガ・キング           | シエラレオネ   | 陪席判事 | 2002   | 2011       |
| レナーテ・ウィンター                 | オーストリア   | 陪席判事 | 2002   | 2011       |
| シェイレーン・アヴィス・フィッシャー | アメリカ合衆国 | 陪席判事 | 2009   | 2012       |

第一審第1部
| 氏名                                   | 国           | 肩書     | 任命年 | 任期満了年 |
| -------------------------------------- | ------------ | -------- | ------ | ---------- |
| ピーター・G・ボウテ                    | カナダ       | 裁判長   | 2002   | 2011       |
| ロソル・ジョン・バンコレー・トンプソン | シエラレオネ | 陪席判事 | 2002   | 2011       |
| ベンジャミン・ムタンガ・イトエ         | カメルーン   | 陪席判事 | 2002   | 2011       |

第一審第2部
| 氏名                         | 国       | 肩書     | 任命年 | 任期満了年 |
| ---------------------------- | -------- | -------- | ------ | ---------- |
| ジュリア・セブチンデ         | ウガンダ | 裁判長   | 2005   | 2011       |
| リチャード・ルシック         | サモア   | 陪席判事 | 2005   | 2011       |
| テレッサ・ドハーティ         | イギリス | 陪席判事 | 2005   | 2011       |
| エル＝ハッジ・マリック・ソワ | セネガル | 代理判事 | 2007   | 2010       |

前任裁判官
- ジェフリー・ロバートソン  オーストラリア (2002–2007)
- ラジャ・N・フェルナンド  スリランカ (2004–2008)

## 被告人
シエラレオネ特別法廷規程では、起訴の対象となる四つの類型の犯罪が定められている。(1)人道に対する罪、(2)ジュネーヴ条約及び第二追加議定書の3条違反（戦争犯罪）、(3)その他の国際人道法の重大な違反、(4)シエラレオネ国内法の下における犯罪である。有罪の宣告を受けた場合、禁錮刑または財産没収の刑を受ける可能性がある。国連が設立した他の法廷と同様、死刑はない。これまで、13人の被告人が人道に対する罪、戦争犯罪、及びその他の国際人道法違反で起訴された。シエラレオネ国内法の下における犯罪で起訴された者はいない。
21人の被告人のうち、5人については現在公判（トライアル）が係属中（うち2人は先の有罪判決により服役中）である。1人は無罪となり、8人は有罪判決を受けて服役中（追加の訴因で公判中の2人を含む）、1人は有罪判決を受けたものの刑の宣告がまだであり、4人は既に服役を終えている。3人については死亡により手続が終了した。残る1人、ジョニー・ポール・コロマは逃亡中となっているが、チャールズ・テーラーの指示により処刑されたと考えられている。
| 氏名 | 起訴日        | 人道に対する罪 | 戦争犯罪 | 国際人道法 | 国内法 | 法廷侮辱罪 | 移送日        | 状況                                          | 起訴状        |
| --- | ------------- | -------------- | -------- | ---------- | ------ | ---------- | ------------- | --------------------------------------------- | ------------- |
| サム・ボッカリィ                                                                                             | 2003年3月7日  | 7              | 9        | 1          | —      | —          |               | 2003年5月5日死亡、同年12月8日手続終了         | [ 7 ]         |
| アレックス・タンバ・ブリマ                                                                                   | 2003年3月7日  | 7              | 7        | 1          | —      | —          | 2003年3月10日 | ルワンダで禁錮50年の服役中。                  | [ 10 ]        |
| モーリス・カロン                                                                                             | 2003年3月7日  | 8              | 8        | 2          | —      | —          | 2003年3月10日 | ルワンダで禁錮40年の服役中。                  | [ 12 ]        |
| ブリマ・バズィ・カマラ[A]                                                                                    | 2003年3月28日 | 7              | 7        | 1          | —      | 3          | 2003年3月10日 | ルワンダで禁錮45年の服役中。                  | [ 10 ] [ 14 ] |
| ジョニー・ポール・コロマ                                                                                     | 2003年3月7日  | 7              | 8        | 2          | —      | —          |               | 逃亡中。2003年に死亡とされる。                | [ 16 ]        |
| サミュエル・ヒンガ・ノーマン                                                                                 | 2003年3月7日  | 2              | 5        | 1          | —      | —          | 2003年3月10日 | 2007年2月22日死亡、同年5月21日手続終了。      | [ 18 ]        |
| アハメド・フォディ・サンコー                                                                                 | 2003年3月7日  | 7              | 8        | 2          | —      | —          | 2003年3月10日 | 2003年7月29日死亡、同年12月8日手続終了。      | [ 21 ]        |
| イッサ・セセイ                                                                                               | 2003年3月7日  | 8              | 8        | 2          | —      | —          | 2003年3月10日 | ルワンダで禁錮52年の服役中。                  | [ 12 ]        |
| チャールズ・テーラー                                                                                         | 2003年3月7日  | 5              | 5        | 1          | —      | —          | 2006年3月29日 | 2007年6月4日公判開始。                        | [ 25 ]        |
| オーガスティン・グバオ                                                                                       | 2003年4月16日 | 8              | 8        | 2          | —      | —          | 2003年3月10日 | ルワンダで禁錮25年の服役中。                  | [ 12 ]        |
| モイニナ・フォファナ                                                                                         | 2003年6月26日 | 2              | 5        | 1          | —      | —          | 2003年5月29日 | ルワンダで禁錮15年の服役中。                  | [ 18 ]        |
| アライウ・コンデワ                                                                                           | 2003年6月26日 | 2              | 5        | 1          | —      | —          | 2003年5月29日 | ルワンダで禁錮20年の服役中。                  | [ 18 ]        |
| サンティジエ・ボーバー・カヌー[A]                                                                            | 2003年9月16日 | 7              | 7        | 1          | —      | 2          | 2003年9月17日 | ルワンダで禁錮50年の服役中。                  | [ 10 ] [ 14 ] |
| ブリマ・サムラ                                                                                               | 2005年4月25日 | —              | —        | —          | —      | 1          | 任意出頭      | 2005年10月26日無罪判決                        | [ 31 ]        |
| マーガレット・ブリマ                                                                                         | 2005年4月25日 | —              | —        | —          | —      | 1          | 任意出頭      | 2006年9月20日、1年のプロベーション1年を終了。 | [ 31 ]        |
| ネナ・ジャハ                                                                                                 | 2005年4月25日 | —              | —        | —          | —      | 1          | 任意出頭      | 2006年9月20日、1年のプロベーションを終了      | [ 31 ]        |
| エステル・カマラ                                                                                             | 2005年4月25日 | —              | —        | —          | —      | 1          | 任意出頭      | 2006年9月20日、1年のプロベーションを終了。    | [ 31 ]        |
| アニファ・カマラ                                                                                             | 2005年4月25日 | —              | —        | —          | —      | 1          | 任意出頭      | 2006年9月20日、1年のプロベーションを終了。    | [ 31 ]        |
| ハッサン・バングラ                                                                                           | 2011年5月24日 | —              | —        | —          | —      | 2          | 任意出頭      | 2011年7月15日公判開始。                       | [ 14 ]        |
| サミュエル・カルグボー                                                                                       | 2011年5月24日 | —              | —        | —          | —      | 2          | 任意出頭      | 2011年7月15日公判開始。                       | [ 14 ]        |
| エリック・セネッシー                                                                                         | 2011年5月24日 | —              | —        | —          | —      | 9          | 任意出頭      | 2011年7月15日公判開始。                       | [ 34 ]        |
| 注 A ブリマ・カマラとサンティジエ・カヌーについては、服役中、追加の起訴がされ、2011年7月15日公判が開始した。 |               |                |          |            |        |            |               |                                               |               |

### 市民防衛軍 (CDF)
被告人のうち3人、アライウ・コンデワ (Allieu Kondewa)、モイニナ・フォファナ (Moinina Fofana)、前内相サミュエル・ヒンガ・ノーマン (Samuel Hinga Norman) は、市民防衛軍 (CDF) の指導者であった。彼らの公判は2004年6月3日に始まり、2006年9月の最終弁論をもって結審した。ノーマンは判決前の2007年2月22日、セネガルのダカールで手術を受けた後に死亡し、手続は終了した。

### 革命統一戦線 (RUF)
革命統一戦線 (RUF) の指導者だったのが、アハメド・フォディ・サンコー、サム・ボッカリィ (Sam Bockarie)、イッサ・ハッサン・セサイ (Issa Hassan Sesay)、モーリス・カロン (Morris Kallon)、オーガスティン・グバオ (Augustine Gbao) の5人である。サンコー及びボッカリーに対する起訴は、それぞれ死亡が公式に確認されてから取り下げられた。カロン、グバオ、セサイの公判は2004年7月5日から2008年6月24日まで行われ、最終弁論が同年8月4日、5日に行われた。

### 軍事革命評議会 (AFRC)
拘束された被告人のうち軍事革命評議会 (AFRC) に属していたのは、アレックス・タンバ・ブリマ (Alex Tamba Brima)、ブリマ・バズィ・カマラ (Brima Bazzy Kamara)、サンティジエ・ボーバー・カヌ (Santigie Borbor Kanu) の3人である。公判は2005年3月7日に始まった。
起訴されたが拘束されておらず、以前行方が分かっていないのが、1997年5月25日の軍事クーデターで権力を握ったAFRC元議長ジョニー・ポール・コロマである。コロマは2003年6月に殺害されたと言われているが、死亡の確かな証拠がないため、起訴は維持されている。

### チャールズ・テーラー
第22代リベリア大統領・チャールズ・テーラーは、隣国シエラレオネの内戦に深く関与していた。2003年3月7日に非公開で起訴され、同年6月4日、テーラーがリベリア国外に出ていた時に起訴が公表された。テーラーは同年8月大統領を辞任し、ナイジェリアに亡命した。しかし、2006年3月29日、本特別法廷に移送された。リベリア国内で公判を実施した場合には治安・警備上の懸念があったことから、公判はオランダのハーグで実施されることとなり、テーラーは同年6月30日ハーグに移送された。
検察側は2007年6月4日から主張立証を開始したが、テーラーは手続をボイコットし、弁護団を解任して対抗した。公判は新しい弁護団が任命されるまで延期された。2008年1月7日から証人尋問が行われ、91人の証人から証言を聞いた後、2009年2月27日に検察側の主張立証が終わった。同年5月4日、第一審裁判部は弁護側から提出されていた無罪判決の申立てを却下した。
2009年7月13日から2010年11月12日まで弁護側の主張立証が行われ、その中ではテーラー自身を含め20人の証人尋問が行われた。2012年4月26日に有罪判決が下された。国際法廷での国家元首経験者に対する有罪判決は、ニュルンベルク裁判にてドイツ国大統領を務めたカール・デーニッツ以来。同年5月30日に特別法廷にて禁錮50年の量刑が言い渡されたが、テーラー側は量刑を不服として控訴の方針。
テーラーの公判について、国際人権団体のヒューマン・ライツ・ウォッチは概ね順調に進んだとコメントしている。